# Àlgebra de Hopf
En matemàtiques, una àlgebra de Hopf, que porta el nom de Heinz Hopf, és una estructura que és simultàniament una àlgebra (associativa unital ) i una àlgebra (coassociativa counital), amb la compatibilitat d'aquestes estructures que la converteix en una biàlgebra, i que a més està equipada amb un antihomomorfisme. satisfer una propietat determinada. La teoria de la representació d'una àlgebra de Hopf és particularment agradable, ja que l'existència de multiplicació, conitat i antípoda compatibles permet la construcció de productes tensorials de representacions, representacions trivials i representacions duals.
Les àlgebres de Hopf es produeixen de manera natural en la topologia algebraica, on es van originar i estan relacionades amb el concepte d'espai H, en la teoria d'esquemes de grups, en la teoria de grups (mitjançant el concepte d'anell de grup) i en molts altres llocs, fent-los probablement els més tipus familiar de biàlgebra. Les àlgebres de Hopf també s'estudien per dret propi, amb molt treball sobre classes específiques d'exemples d'una banda i problemes de classificació de l'altra. Tenen aplicacions diverses que van des de la física de la matèria condensada i la teoria quàntica de camps fins a la teoria de cordes i la fenomenologia de l'LHC.

## Definició formal
Formalment, una àlgebra de Hopf és una biàlgebra (associativa i coassociativa) H sobre un camp K juntament amb un mapa lineal K S : H → H (anomenat antípode ) de manera que el diagrama següent commuti:

Aquí Δ és la multiplicació de la biàlgebra, ∇ la seva multiplicació, η la seva unitat i ε la seva unitat. En la notació de Sweedler suma, aquesta propietat també es pot expressar com
{\displaystyle S(c_{(1)})c_{(2)}=c_{(1)}S(c_{(2)})=\varepsilon (c)1\qquad {\mbox{ per tot }}c\in H.}
Pel que fa a les àlgebres, es pot substituir el camp subjacent K per un anell commutatiu R en la definició anterior.
La definició de l'àlgebra de Hopf és autodual (tal com es reflecteix a la simetria del diagrama anterior), de manera que si es pot definir un dual de H (que sempre és possible si H és de dimensions finites), llavors automàticament és una àlgebra de Hopf.

## Conceptes relacionats
Les àlgebres de Hopf graduades s'utilitzen sovint en topologia algebraica: són l'estructura algebraica natural de la suma directa de tots els grups d'homologia o cohomologia d'un espai H.
Els grups quàntics localment compactes generalitzen àlgebres de Hopf i porten una topologia. L'àlgebra de totes les funcions contínues d'un grup de Lie és un grup quàntic localment compacte.
Les àlgebres quasi-Hopf són generalitzacions d'àlgebres de Hopf, on la coassociativitat només aguanta un gir. S'han utilitzat en l'estudi de les equacions de Knizhnik-Zamolodchikov.
Les àlgebres de Hopf multiplicadores introduïdes per Alfons Van Daele el 1994 són generalitzacions d'àlgebres de Hopf on la multiplicació d'una àlgebra (amb o sense unitat) a l'àlgebra multiplicadora de l'àlgebra del producte tensor de l'àlgebra amb ella mateixa.
Les (co)àlgebres de grup de Hopf introduïdes per VG Turaev l'any 2000 també són generalitzacions de les àlgebres de Hopf.